# Chimalli
El chimalli (del náhuatl escudo) era un objeto defensivo usado por las fuerzas militares de Mesoamérica, la base consistía de componentes hechos de tablillas de madera o caña, fibras de maguey y de algodón entretejidos. La cara externa era decorada con mosaicos de jade, plumas, cuerdas de colores y perlas,  y para los altos rangos recubrimiento de placas de aleaciones de plata y oro con bronce. Del escudo colgaba una cortina de tiras de cuero a su vez decoradas, cuya función era la de proteger las piernas de proyectiles. Para sostener el escudo su cara anterior tenía un par de asas hechas de fibras entretejidas de maguey o henequén cubiertas por cuero de venado.
El chimalli se categoriza en dos grupos funcionales, el de batalla o yaochimalli, y el ornamental o māhuizzohchimalli el cual era otorgado como premio e insignia a logros en batalla. Los artesanos de equipo militar o Amantecas eran el gremio que se dedicaban a la fabricación del chimalli y este formaba parte de los artículos que eran tributados al Imperio Mexica. La iconografía del chimalli era muy popular y reconocida entre los pueblos mesoamericanos, como se puede observar en el Códice Mendoza, en la Matrícula de Tributos y en el Lienzo de Tlaxcala.

## Descripción
El chimalli tenía como la cualidad visual más importante su cara frontal y las tiras que le colgaban. La cara frontal tenía un uso de carácter heráldico, con rostros, figuras legendarias o diseños abstractos con distintos significados. El diseño del escudo ayudaba a identificar al portador en rango militar, jerarquía social y experiencia en combate.
Los materiales utilizados variaban también a su vez con respecto al nivel del combatiente, donde las versiones más fuertes con aleaciones de bronce con metales preciosos como el oro y plata estaban reservadas para altos rangos.

Todo lo hermoso de los escudos era atributo exclusivo de los reyes. Nada era vulgar: Todo era una capa de plumas empastada con engrudo; de plumas de loro amarillo, de plumas tornasoles; un revestimiento de plumas de azulejo, de colibrí, de pechirrojo, pintados, decorados, tenidos de varios colores; con bolitas de pluma amarilla en el borde, con flecos en las orillas, con colgajos entreverados en la orilla [...] Pues todas las insignias militares eran de pluma fina, enteramente todas.
Bernardino de Sahagún. "Historia general de las cosas de Nueva España", p.79

Había muchas variaciones dependiendo del rango, uso y también dentro de la religión, uno de los más famosos dentro de la mitología mexica era el Tehuehuelli, un chimalli divino, el cual fue utilizado por Huitzilopochtli junto a la Xiuhcoatl, un arma de fuego divina, para defender a su madre Coatlicue de Coyolxauqui y sus 400 hermanos.
El otlachimalli consistía de una base de cañas verticales y horizontales las cuales se reforzaban con filamentos trenzados entretejidos con algodón y fibras de maguey.
El cuauhchimalli era casi igual al otlachimalli con la diferencia de que el primero consistía de barras verticales y horizontales de madera.
También habían chimallis ceremoniales y ornamentales llamados māhuizzoh chimalli, los cuales casi no tenían capacidades defensivas y eran solo entregados como insignias por los gobernantes en mérito combativo. Los chimallis que sobreviven en la actualidad son solo de esta variante y no hay especímenes de la variedad militar (Yaochimalli), reforzados y completamente funcionales, documentados.

## Variaciones

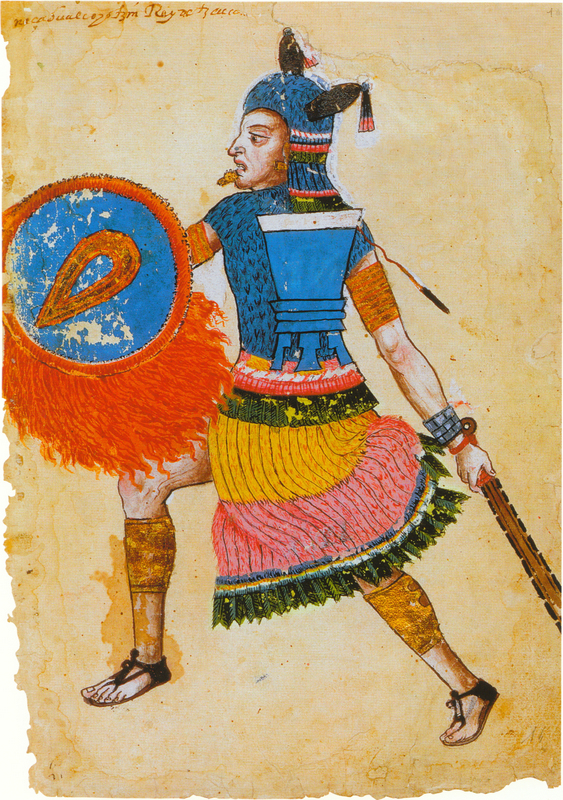
Nezahualcóyotl con equipo militar según una lámina del Códice Ixtlixóchitl. En esta imagen se observa al gobernante texcocano portando tambor de señalizaciones (teponaztli), armadura textil flexible (ichcahuipilli), espada de obsidiana (Macuahuitl), y escudo anti-proyectil (Chimalli); así como grebas en antebrazos y pantorrillas de bronce, un casco (cuatepoztli) de caoba en forma de cabeza coyote o lobo y sandalias.

La forma del chimalli variaba en forma y tamaño dependiendo del rango, tipo de guerrero o cultura, el chimalli en el centro de México tenía una forma circular mientras que en la Península de Yucatán tenían forma cuadrada similar al escudo romano, esta variedad puede observarse especialmente en las figuras de arcilla Mayas de la Isla de Jaina.
El tamaño del chimalli solía ser más pequeño para las tropas de proyectiles, ya que éstas se localizaban detrás de las fuerzas de choque las cuales portaban escudos más grandes y robustos.

## Efectividad
El chimalli era un escudo capaz de soportar el daño infligido por los macuahuitls, los tepoztlis y de todas las armas arrojadizas como la jabalina del atlatl, dardos de serbatana, flechas de punta de bronce y acero, e incluso saetas de la ballesta mecánica europea.

... usan rodelas (escudos) de diversas maneras, hechas de buenas cañas macizas (otates) que se dan en aquella tierra, entretejidas con algodón grueso doble, y encima ponen plumas y planchas redondas de oro, con que lo que quedan tan fuertes, que no se pasan si no es con una buena ballesta. Hay sin embargo algunas que las pasan, pero la saeta no hace ya daño",
García Izcalbalceta. "El conquistador anónimo", cap.IX

## Especímenes
A nivel mundial se conservan solo seis escudos del siglo XVI que se cree son piezas originales y otros más que podrían ser coloniales, y el único que se conserva en México se encuentra en restauración en el Castillo de Chapultepec por parte de especialistas de la Escuela Nacional de Conservación, Restauración y Museografía (ENCRyM), los otros cinco están en Europa: tres se encuentran en Viena, uno en Alemania y otro más en Inglaterra.

### Chimalli del Museo Nacional de Historia
El chimalli del Museo Nacional de Historia es un mahuizzohchimalli, el cual originalmente tenía decoraciones de piel de jaguar, plumas preciosas y placas de oro. Su estado de conservación es delicado y muy deteriorado ya que sus partes valiosas fueron arrancadas, la parte de la piel de felino le fue retirada, al igual que las láminas de oro y algunas plumas. El registro de estos deterioros es anterior a cuando Maximiliano de Habsburgo pidió su repatriación ya que al menos los faltantes de oro ya estaban registrados en documentos de envío.
En su estado original tenía un mosaico de plumas sobre una cama de algodón, además de aplicaciones de hoja de oro, plumas anudadas, una cortina de tiras y borlas de plumas todo esto en una base de carrizos, los cuales estaban entretejidos por fibras vegetales. El chimalli tiene una iconografía representada con tres lunas invertidas, una en la parte superior y tres en la parte inferior, pluma anudada en la parte media, y un cinturón curvo en mosaico de pluma.
Se cree que el chimalli del Museo Nacional proviene después de la Caída de México-Tenochtitlan donde la pieza fue llevada a Europa, como una muestra de los tesoros saqueados que había en el Nuevo Mundo. El chimalli llegó a Bruselas en 1529 y permaneció en el Palacio de Armas hasta 1796, cuando fue trasladado a Viena. En 1865, Maximiliano mandó a traer dicho escudo para incluirlo en las colecciones del Antiguo Museo Nacional, por lo que en enero de 1866 retornó a México junto a la Tira de la peregrinación o Códice Boturini y otros códices.

### Chimalli de Ahuizotl

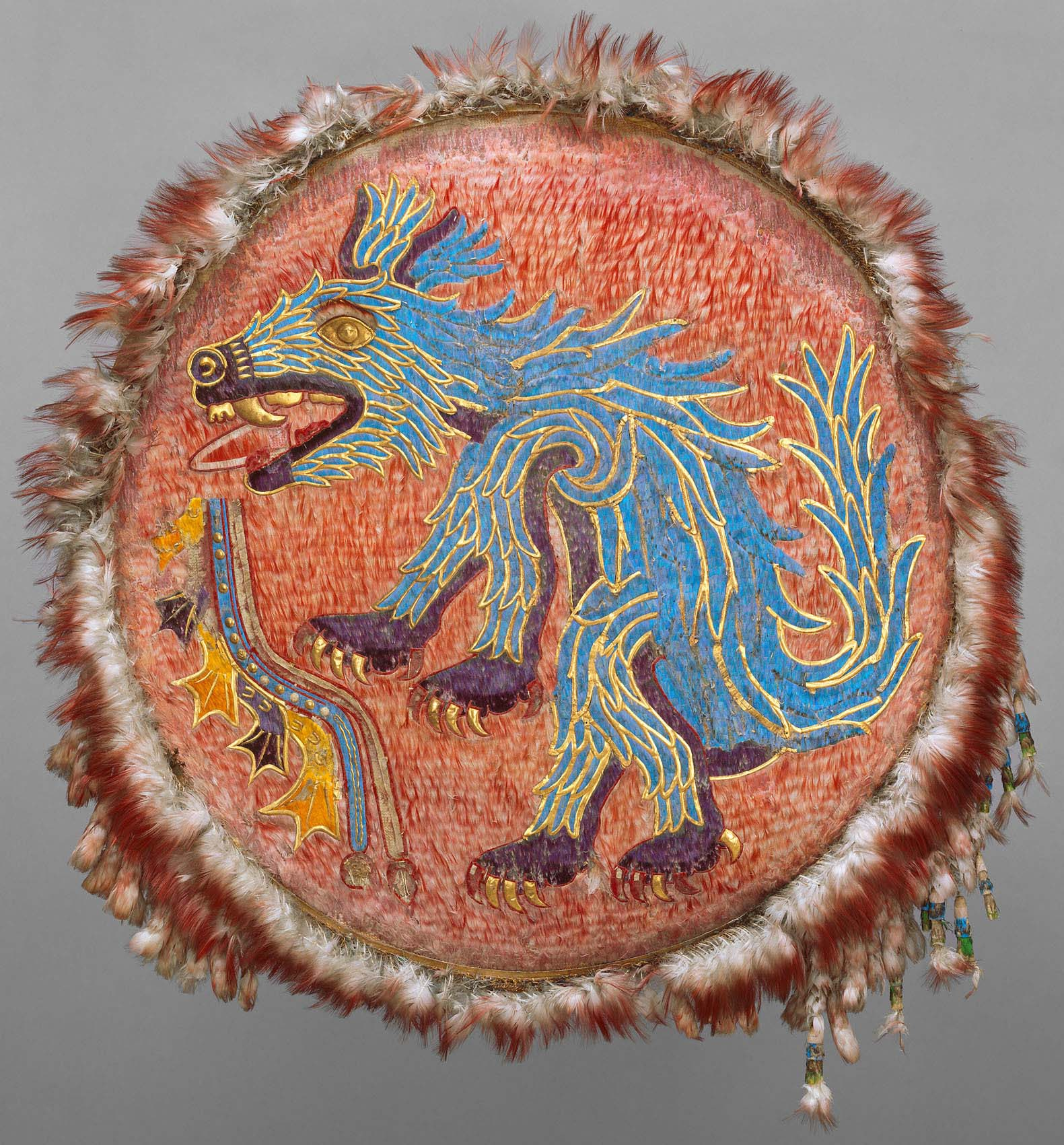
Chimalli que se cree que perteneció al emperador mexica Ahuizotl, el escudo original se encuentra en exposición en el Museo de Etnología de Viena, Austria

El Chimalli de Ahuizotl es uno de los mejor conservados y que históricamente se cree que perteneció Ahuizotl, un emperador Mexica, es un escudo redondo con plumas preciosas y placas de oro.
En el centro del Chimalli y en un fondo rojo se observa una figura de un cánido emplumado, que por sus proporciones y forma indican que es un Lobo Mexicano, animal que era muy popular en la élite Mexica.
Este chimalli es del tipo māhuizzohchimalli, el cual era ornamental y como trofeo a los logros en combate. Tiene 70 cm de diámetro, en una base de dos capas de carrizo perpendiculares y sujetadas con fibra de henequén. La base está bordeada con una tira de cuero y reforzada en su parte posterior por medio de cuatro tablas de madera las cuales están adheridas a un cuadro protector y dos anillos horizontales hechos de cuero para cargar el escudo. El frente está cubierto por un mosaico de plumas de continua azul, macao escarlata, oriol amarillo y espátula rosa, el cual está pegado a papel de ágave. El papel a su vez está pegado a la base como en azulejos. Los contornos del diseño están delineados por medio de piezas de placas de oro tejidos a la base. A lo largo de toda la circunferencia hay filas de plumas de espátula cotinga y quetzal; a lo largo de la orilla inferior hay también una franja de complejas borlas de plumas, algunas de ellas ya no están.

### Otros Chimallis en Viena
El escudo de Quetzalcoatl está descrito a detalle en la obra de Sahagún como un gran escudo con bordes de piedras preciosas y bandas de oro que cruzan el escudo de arriba abajo, con bandas de perlas superpuestas a las de oro, formando una forma cuadriculada como una red donde los espacios vacíos tenían pequeños sapos de oro. Este escudo tiene una franja en su orilla inferior donde cuelga un estandarte de plumas preciosas, el cual salía del agarre del escudo. Esta descripción coincide en parte con la ilustración del Códice Magliabechiano
Un segundo escudo Quetzalcoatl tiene un disco dorado en el centro, con plumas de quetzal que se extienden en su orilla inferior, junto con un estandarte de plumas de quetzal.

## Estatua monumental Guerrero Chimalli
El 13 de diciembre de 2014 fue develada la estatua Guerrero Chimalli, se levanta en el camellón de la avenida Ampliación Bordo de Xochiaca entre el canal Río La Compañía y la Plaza Tlacaélel. Fue hecho por el artista Enrique Carbajal "Sebastian" para el municipio de Chimalhuacán. Esta mide 60 m de alto, 600 toneladas de peso, pintada en color rojo y erigida sobre una estructura que a su vez sirve de museo. La estatua es la primera obra interactiva de Sebastian y cuenta con Mezzanine, mirador y una galería para exposiciones. La estatua representa de manera abstracta y con figuras geométricas básicas (esferas, cubos, tetraedros) un guerrero mesoamericano portando un chimalli. Existe controversia por el costo de la obra y también por su estilo artístico geométrico.

Sin duda que este es uno de mis mejores trabajos, es como un héroe, es un símbolo protector del municipio, tendrá un mirador extraordinario, de día será un guerrero y por la noche alumbrará con su antorcha
Enrique Carbajal. Artista diseñador del Guerrero Chimalli